# Jonas Risvig
Jonas Risvig (født 28. december 1993 i Sejs-Svejbæk) er en dansk filminstruktør og manuskriptforfatter, der står bag en lang række ungdomsserier, musikvideoer og dokumentarfilm.

## Biografi

### Opvækst og tidlig karriere
Risvig blev født i 1993 i Sejs-Svejbæk i Silkeborg Kommune, og blev student fra Silkeborg Gymnasium i 2013.
Han debuterede som instruktør på DR3 i 2015 med dokumentarfilmen Rolig under pres om århusianske DJ Static.
Kort efter udkom Da Danmark blev Suspekt, en dokumentarserie om rapgruppen Suspekt, instrueret og filmet af Jonas Risvig, der i 2016 vandt en Zulu Award for Årets Originale Tv-program.
Derudover har Jonas Risvig instrueret en dokumentarserie om komiker Tobias Dybvad dokumentarfilmen Pigen, der glemte at gå, der begge udkom på DR.
I 2019 vandt Risvig publikumsprisen ved Ekko Shortlist Awards for kortfilmen Ingen siger farvel, men alle forsvinder.
Ved siden af har Risvig løbende instrueret og produceret musikvideoer for artister som Suspekt, Christopher, Medina, Michael Falch, Søs Fenger, Scarlet Pleasure, Julias Moon, Dùné, Brandon Beal mfl.[kilde mangler]

#### CENTRUM
Under COVID-19-pandemien i foråret 2020 skrev og instruerede Risvig fiktionsserien Centrum, der havde til formål at sætte fokus på unges tanker og oplevelser under deres hjemsendelse fra skoler og anden aktivitet grundet COVID-19.
Seriens første sæson blev produceret uden budget, og det grundlæggende koncept byggede på, at afsnittene blev optaget ugentligt og udgivet kort efter. I denne forbindelse blev serien i Politiken sammenlignet med norske Skam, der også bygger på den aktuelle handling.. Unge i alderen 13-18 år blev inviteret til at skrive med på historien, blandt andet ved hjælp af afstemninger på YouTube. I sæsonen optrådte udover de fire hovedpersoner – spillet af skuespildebutanterne Anemone Camphausen, Silje Schmidt, Erik Schmidt og Martha Hart-Hansen – i alle afsnit mindst én etableret skuespiller, musiker, komiker eller lignende, såsom Alex Høgh Andersen, Mick Øgendahl, Citybois og Stephania Potalivo.

#### SALSA
I 2022 instruerede og skrev Risvig ungdomsserien SALSA til DRP3, som høstede stor anerkendelse blandt både anmeldere og publikum. I serien bliver den fiktive app "Drift" omdrejningspunktet for veninderne Uma, Vigga, Kaya, Lærke, Me og Ronja, som ved hjælp af app'en, får mulighed for, at udforske dem selv og deres seksualitet. På "Drift" kontakter brugerne hinanden med henblik på at have sex og efter mødet skal brugerne bedømme hinanden, ud fra sexpartnerens præstation. Ved siden af venindegruppen, følger vi søstrene Victoria og Uma, der for nyligt har mistet deres mor. Søstrene forsøger at holde sammen på tilværelsen derhjemme, samtidig med, at voksenlivet står for døren for dem begge. En central tematik for SALSA er, unge kvindes udforskning af seksualitet, og at give dem et sprog for deres seksuelle drifter. Hovedrollerne, Victoria og Uma, spilles af Nikolaj Coster-Waldaus to døtre Safina Coster-Waldau og Filippa Coster-Waldau. SALSA tager et sex-positivt standpunkt og er med Risvigs egne ord hans "hidtil modigste og mest grænsesøgende projekt".

#### DRENGE
I Viaplay-serien DRENGE skildrer Risvig blandt andet den giftige maskulinitetskultur, som også er et gennemgående tema for serien. Vi dykker ned i instruktørens hjemby, Silkeborg, hvor vi gennem serien følger en drengeloge, der for nylig mistede et medlem til et dødsfald, i en af Silkeborgs dybe søer, under mystiske omstændigheder. Serien dykker ned i et mørkt univers, når drengenes ubrydelige sammenhold baseret på alkohol, sex og grænsesøgende vildskab, folder sig ud. DRENGE handler i høj grad om, at finde sin identitet i en tid, hvor man ikke længere har en entydig manderolle, at læne sig opad. Blandt hovedrolleindehaverne findes nye talenter som Sylvester Byder, Karoline Hamm og Viktor Hjelmsø,. Også mere etablerede spillere som Dar Salim har en af seriens ledende roller, som superskurk og stjernepsykopat. DRENGE er et perfekt eksempel på ulveflokfællesskaberne, hvor drenge gør dumme ting, konstant er grænsesøgende og lader andre definere, hvem de er. Risvig kalder "Drenge" sit mest personlige projekt indtil nu.

#### GRÆNSER
GRÆNSER er Jonas Risvigs serie-stribe der har gymnasietiden som omdrejningspunkt. Med serien giver han os et råt og autentisk ungdomsdrama, om de små og store problemer og følelser, som fylder i hovederne på unge i gymnasiealderen. Vi følger hovedpersonen Palma, spillet af Clara Aviaya Helsted Hvid, som har ladet et dokumentarhold følge hende, mens hun gør sig overvejelser om, at skifte gymnasium og kæmper med at finde sine egne grænser. Foruden Palma, følger vi også de andre fire unge i vennegruppen, som alle har deres at kæmpe med. GRÆNSER er blandt anmeldere blevet kaldt det danske svar på Skam idet Risvig udfordrer grænserne mellem virkelighed og fiktion. Med GRÆNSER har Jonas Risvig forsøgt at lave indhold til ungdommen, som er fri for moralprædiken og løftede pegefingre. Risvig har arbejdet med serien på en måde, så ingen voksne mennesker er til stede i det kreative og med serien ønsker han at starte samtalen blandt de unge om, og inspirere til, at tale om følelser og det der er svært.

#### Andet arbejde
I 2020 instruerede Risvig ungdomsserierne Stikker og Flokken, som begge udkom på DR Ultra.
I september 2020 udkom kortfilmen Hvilken vej kom vi fra?, som var et samarbejde mellem Risvig og rapperen Danni Toma. Den ene hovedrolle, spillet af Clara-Aviaya Helsted Hvid, blev nomineret til Ekko Shortlist Awards 2020 som Bedste kvindelige skuespiller.
Ungdomsserien Nylon, der er produceret for TV2 Østjylland og foregår i og omkring Silkeborg, hvor Risvig selv voksede op, annonceredes i maj 2021.

## Privatliv
Risvig er bosat på Vesterbro med sin kæreste Emma Aagaard Helt. Derudover er han bror til musikeren Cyd Williams, som har produceret musik til samtlige af Risvigs serier.

## Filmografi

### Film
| År   | Title                                   | Produktion | Produktion      | Produktion | Noter       |
| År   | Title                                   | Instruktør | Scriptforfatter | Editor     | Noter       |
| ---- | --------------------------------------- | ---------- | --------------- | ---------- | ----------- |
| 2019 | Pigen, der glemte at gå                 | Ja         | Nej             | Nej        | dokumentar  |
| 2019 | Ingen siger farvel, men alle forsvinder | Ja         | Ja              | Nej        | Kortfilm    |
| 2019 | Sort som Iris                           | Ja         | Nej             | Ja         | Kortfilm    |
| 2020 | Hvilken vej kom vi fra                  | Ja         | Ja              | Ja         | Kortfilm    |
| 2024 | Kontra                                  | Ja         | Ja              | Nej        | ungdomsfilm |

### Tv-serier
| År        | Title                                 | Produktion | Produktion      | Produktion | Noter           |
| År        | Title                                 | Instruktør | Scriptforfatter | Editor     | Noter           |
| --------- | ------------------------------------- | ---------- | --------------- | ---------- | --------------- |
| 2015      | Rolig under pres                      | Ja         | Nej             | Ja         | dokumentarserie |
| 2015      | Da Danmark blev Suspekt               | Ja         | Nej             | Nej        | dokumentarserie |
| 2017      | Dybvaaaaad - Også som dokumentarserie | Ja         | Nej             | Ja         | dokumentarserie |
| 2020      | Centrum                               | Ja         | Ja              | Nej        | ungdomsserie    |
| 2020      | Stikker                               | Ja         | Nej             | Nej        | ungdomsserie    |
| 2020      | Flokken                               | Ja         | Nej             | Nej        | ungdomsserie    |
| 2021      | Er du på                              | Ja         | Nej             | Nej        | ungdomsserie    |
| 2021-2022 | Grænser                               | Ja         | Ja              | Nej        | ungdomsserie    |
| 2021      | Stille-Roligt                         | Ja         | Ja              | Nej        | ungdomsserie    |
| 2021      | Nylon                                 | Ja         | Ja              | Nej        | ungdomsserie    |
| 2022-2025 | Salsa                                 | Ja         | Ja              | Nej        | ungdomsserie    |
| 2022      | Drenge                                | Ja         | Ja              | Nej        | ungdomsserie    |
| 2022      | Zusa                                  | Ja         | Ja              | Nej        | ungdomsserie    |

### Web
| År   | Title          | Instruktør | Noter    |
| ---- | -------------- | ---------- | -------- |
| 2016 | En sidste tour | Ja         | webserie |

## Priser og hæder
I 2012 modtog Risvig Kulturprisen i Silkeborg Kommune som den hidtil yngste nogensinde.
I august 2022 modtog Jonas Risvig SVEND filmfestivals særpris.
I november 2022, vinder Risvig prisen for "Årets serie" med serien DRENGE, ved Series Awards i Aarhus, som også er kendt som, Nordens største seriepris.
I november 2022 hædres Jonas Risvig med The Voice prisen for "Årets forbillede".